# Nike Air Max (кросівки)

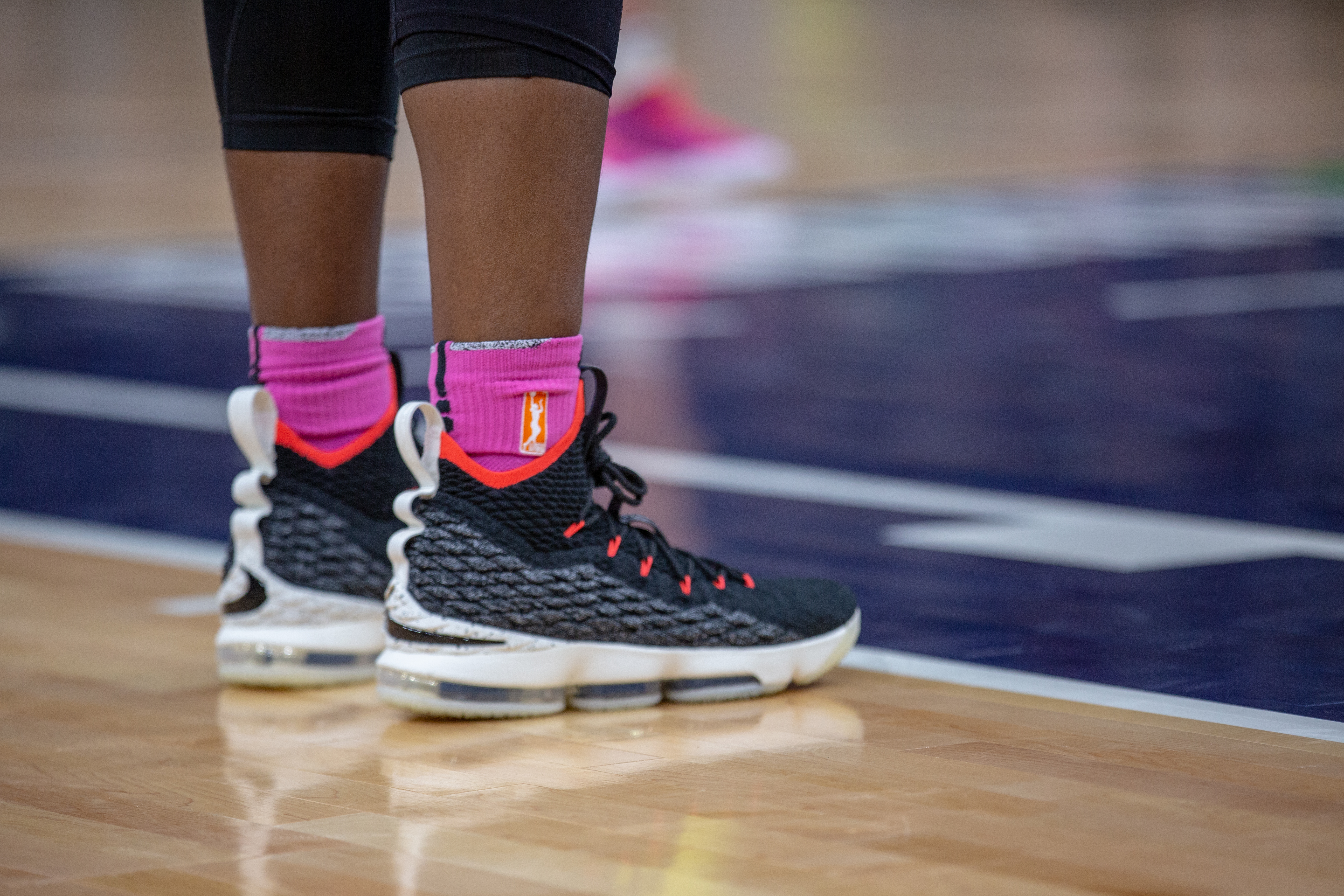
Сільвія Фоулз у кросівках Nike LeBron 15 Air Max (2018)

Nike Air Max — лінія кросівок, вироблена компанією Nike, перша модель яких була випущена в 1987 році. Взуття Air Max розпізнається за проміжною підошвою, яка містить гнучкі уретанові балони, наповнені газом під тиском, видимі з зовнішньої сторони взуття та призначені для забезпечення амортизації під ногами. Air Max були розроблені Тінкером Хетфілдом, який працював у Nike, займаючись дизайном взуття.

## Передумови
Технологія Air була вперше використана компанією Nike, коли М. Френк Руді, авіаінженер, звернувся до компанії з ідеєю та дизайном у 1977 році. Першим взуттям, у якому реалізована ця технологія, були Nike Air Tailwind у 1978 році.

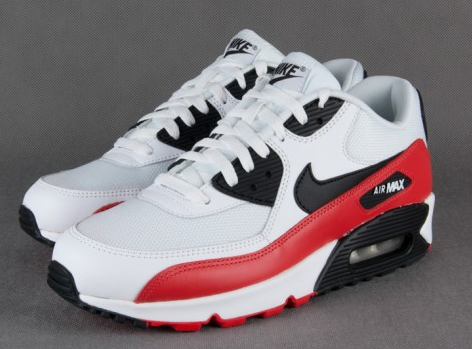
Nike Air Max 90

Ця модель кросівок популярна в українських футбольних фанатів.